# Reprezentacja Paragwaju w koszykówce mężczyzn
Reprezentacja Paragwaju w koszykówce mężczyzn (hisz. Confederación Paraguaya de Basquetbol) – zespół koszykarski, reprezentujący Paragwaj w meczach i sportowych imprezach międzynarodowych, powoływany przez selekcjonera, w którym występować mogą wszyscy zawodnicy posiadający obywatelstwo paragwajskie, niezależnie od wieku, czy narodowości. Za jej funkcjonowanie odpowiedzialny jest Paragwajski Konfederacja Koszykówki (Confederación Paraguaya de Básquetbol), która została dołączona do FIBA w 1947 roku.
Reprezentacja Portoryka 2-krotnie uczestniczyła w mistrzostwach świata, 3-krotnie w mistrzostwach Ameryki oraz 32-krotnie w mistrzostwach Ameryki Południowej, na których dwukrotnie zdobyła mistrzostwo (1955, 1960) oraz brązowy medal (1958).

## Udział w turniejach międzynarodowych
| Udział w Igrzyskach Olimpijskich | Udział w Igrzyskach Olimpijskich | Udział w Igrzyskach Olimpijskich | Udział w Igrzyskach Olimpijskich | Udział w Igrzyskach Olimpijskich |
| Rok                              | Miejsce                          | M                                | W                                | P                                |
| -------------------------------- | -------------------------------- | -------------------------------- | -------------------------------- | -------------------------------- |
| 1936                             | Nie brała udziału                | Nie brała udziału                | Nie brała udziału                | Nie brała udziału                |
| 1948–2020                        | Nie zakwalifikowała się          | Nie zakwalifikowała się          | Nie zakwalifikowała się          | Nie zakwalifikowała się          |
| 2024                             |                                  |                                  |                                  |                                  |

| Udział w Igrzyskach Panamerykańskich | Udział w Igrzyskach Panamerykańskich | Udział w Igrzyskach Panamerykańskich | Udział w Igrzyskach Panamerykańskich | Udział w Igrzyskach Panamerykańskich |
| Rok                                  | Miejsce                              | M                                    | W                                    | P                                    |
| ------------------------------------ | ------------------------------------ | ------------------------------------ | ------------------------------------ | ------------------------------------ |
| 1951                                 | 7. miejsce                           | 5                                    | 2                                    | 3                                    |
| 1955–2023                            | Nie zakwalifikowała się              | Nie zakwalifikowała się              | Nie zakwalifikowała się              | Nie zakwalifikowała się              |
| Razem                                | Razem                                | 5                                    | 2                                    | 3                                    |

| Udział w Mistrzostwach Świata | Udział w Mistrzostwach Świata | Udział w Mistrzostwach Świata | Udział w Mistrzostwach Świata | Udział w Mistrzostwach Świata |
| Rok                           | Miejsce                       | M                             | W                             | P                             |
| ----------------------------- | ----------------------------- | ----------------------------- | ----------------------------- | ----------------------------- |
| 1950                          | Nie zakwalifikowała się       | Nie zakwalifikowała się       | Nie zakwalifikowała się       | Nie zakwalifikowała się       |
| 1954                          | 9. miejsce                    | 5                             | 3                             | 2                             |
| 1959–1963                     | Nie zakwalifikowała się       | Nie zakwalifikowała się       | Nie zakwalifikowała się       | Nie zakwalifikowała się       |
| 1967                          | 13. miejsce                   | 8                             | 0                             | 8                             |
| 1970–2023                     | Nie zakwalifikowała się       | Nie zakwalifikowała się       | Nie zakwalifikowała się       | Nie zakwalifikowała się       |
| Razem                         | Razem                         | 13                            | 1                             | 12                            |

| Udział w Mistrzostwach Ameryki | Udział w Mistrzostwach Ameryki | Udział w Mistrzostwach Ameryki | Udział w Mistrzostwach Ameryki | Udział w Mistrzostwach Ameryki |
| Rok                            | Miejsce                        | M                              | W                              | P                              |
| ------------------------------ | ------------------------------ | ------------------------------ | ------------------------------ | ------------------------------ |
| 1980–1988                      | Nie zakwalifikowała się        | Nie zakwalifikowała się        | Nie zakwalifikowała się        | Nie zakwalifikowała się        |
| 1989                           | 10. miejsce                    | 5                              | 1                              | 4                              |
| 1992–2009                      | Nie zakwalifikowała się        | Nie zakwalifikowała się        | Nie zakwalifikowała się        | Nie zakwalifikowała się        |
| 2011                           | 10. miejsce                    | 4                              | 0                              | 4                              |
| 2013                           | 10. miejsce                    | 4                              | 0                              | 4                              |
| 2015–2022                      | Nie zakwalifikowała się        | Nie zakwalifikowała się        | Nie zakwalifikowała się        | Nie zakwalifikowała się        |
| Razem                          | Razem                          | 13                             | 1                              | 12                             |

| Udział w Mistrzostwach Ameryki Południowej | Udział w Mistrzostwach Ameryki Południowej | Udział w Mistrzostwach Ameryki Południowej | Udział w Mistrzostwach Ameryki Południowej | Udział w Mistrzostwach Ameryki Południowej |
| Rok                                        | Miejsce                                    | M                                          | W                                          | P                                          |
| ------------------------------------------ | ------------------------------------------ | ------------------------------------------ | ------------------------------------------ | ------------------------------------------ |
| 1930–1939                                  | Nie brała udziału                          | Nie brała udziału                          | Nie brała udziału                          | Nie brała udziału                          |
| 1940                                       | 6. miejsce                                 | 5                                          | 0                                          | 5                                          |
| 1941                                       | 6. miejsce                                 | 5                                          | 0                                          | 5                                          |
| 1942                                       | Nie brała udziału                          | Nie brała udziału                          | Nie brała udziału                          | Nie brała udziału                          |
| 1943                                       | 5. miejsce                                 | 5                                          | 1                                          | 4                                          |
| 1945                                       | Nie brała udziału                          | Nie brała udziału                          | Nie brała udziału                          | Nie brała udziału                          |
| 1947                                       | Nie brała udziału                          | Nie brała udziału                          | Nie brała udziału                          | Nie brała udziału                          |
| 1949                                       | 6. miejsce                                 | 5                                          | 0                                          | 5                                          |
| 1953                                       | 4. miejsce                                 | 6                                          | 3                                          | 3                                          |
| 1955                                       | 2. miejsce                                 | 6                                          | 5                                          | 1                                          |
| 1958                                       | 3. miejsce                                 | 7                                          | 5                                          | 2                                          |
| 1960                                       | 2. miejsce                                 | 6                                          | 4                                          | 2                                          |
| 1961                                       | 4. miejsce                                 | 7                                          | 4                                          | 3                                          |
| 1963                                       | 5. miejsce                                 | 8                                          | 4                                          | 4                                          |
| 1966                                       | 8. miejsce                                 | 7                                          | 1                                          | 6                                          |
| 1968                                       | 4. miejsce                                 | 7                                          | 4                                          | 3                                          |
| 1969                                       | 7. miejsce                                 | 6                                          | 0                                          | 6                                          |
| 1971                                       | 7. miejsce                                 | 7                                          | 1                                          | 6                                          |
| 1973                                       | 7. miejsce                                 | 7                                          | 1                                          | 6                                          |
| 1976                                       | 4. miejsce                                 | 6                                          | 2                                          | 4                                          |
| 1977                                       | 8. miejsce                                 | 8                                          | 1                                          | 7                                          |
| 1979                                       | 6. miejsce                                 | 6                                          | 1                                          | 5                                          |
| 1981                                       | 6. miejsce                                 | 5                                          | 0                                          | 5                                          |
| 1983                                       | 7. miejsce                                 | 6                                          | 0                                          | 6                                          |
| 1985                                       | 6. miejsce                                 | 7                                          | 2                                          | 5                                          |
| 1987                                       | 5. miejsce                                 | 6                                          | 2                                          | 4                                          |
| 1989                                       | 6. miejsce                                 | 8                                          | 1                                          | 7                                          |
| 1991                                       | 7. miejsce                                 | 7                                          | 1                                          | 6                                          |
| 1993                                       | Nie brała udziału                          | Nie brała udziału                          | Nie brała udziału                          | Nie brała udziału                          |
| 1995                                       | 5. miejsce                                 | 5                                          | 1                                          | 4                                          |
| 1997                                       | 7. miejsce                                 | 5                                          | 2                                          | 3                                          |
| 1999                                       | 5. miejsce                                 | 5                                          | 3                                          | 2                                          |
| 2001                                       | 5. miejsce                                 | 9                                          | 5                                          | 4                                          |
| 2003                                       | 6. miejsce                                 | 5                                          | 0                                          | 5                                          |
| 2004                                       | 6. miejsce                                 | 5                                          | 0                                          | 5                                          |
| 2006                                       | Nie brała udziału                          | Nie brała udziału                          | Nie brała udziału                          | Nie brała udziału                          |
| 2008                                       | Nie brała udziału                          | Nie brała udziału                          | Nie brała udziału                          | Nie brała udziału                          |
| 2010                                       | 5. miejsce                                 | 5                                          | 3                                          | 2                                          |
| 2012                                       | 5. miejsce                                 | 4                                          | 2                                          | 2                                          |
| 2014                                       | 5. miejsce                                 | 5                                          | 3                                          | 2                                          |
| 2016                                       | 6. miejsce                                 | 5                                          | 2                                          | 3                                          |
| Razem                                      | Razem                                      | 206                                        | 64                                         | 142                                        |

## Trenerzy
- 2010-2012:  Arturo Álvarez
- 2013-2016:  Ariel Rearte
- od 2016:  Eduardo Pfleger

## Znani zawodnicy
- Javier Martínez

## Stroje

### Sponsorzy
- 2013: Itaú[1]
- 2016: Tigo[2]